# Barbara Jane Harrison
Barbara Jane Harrison GC, también conocida como Jane Harrison (Bradford, 24 de mayo de 1945-Londres, 8 de abril de 1968), fue una auxiliar de vuelo británica, una de las cuatro mujeres que recibieron la Cruz Jorge por heroísmo (otras mujeres han recibido premios que luego fueron reemplazados por la Cruz Jorge por acciones en tiempos de paz) y la única mujer galardonada con la medalla a la galantería en tiempos de paz (las otras tres mujeres receptoras de la Cruz Jorge sirvieron con la Dirección de Operaciones Especiales en la Francia ocupada durante la Segunda Guerra Mundial).

## Primeros años
Harrison nació el 24 de mayo de 1945 en la casa familiar en Kingsdale Crescent, Bradford, West Riding of Yorkshire, segunda hija de Alan y Lena Harrison. Su hermana, Susan Elizabeth, nació en 1941. Harrison asistió a la Escuela Greystones de Bradford. Más tarde, la familia se mudó a Scarborough, donde Harrison asistió a la escuela primaria del condado de Newby. En 1955 murió su madre. Pasó su examen 11-plus y asistió a Scarborough Girl's High School. En 1961, su padre se mudó a Doncaster. Harrison se quedó en Scarborough para completar sus estudios, antes de unirse a su padre en el verano de 1961. Luego asistió a la Doncaster High School hasta la pascua de 1962.

## Carrera profesional
Después de dejar la escuela, Harrison trabajó en Martins Bank desde 1962 hasta 1964, luego tomó un trabajo como niñera para un granjero suizo en el cantón de Neuchâtel para mejorar su francés. Más tarde tomó otro trabajo como niñera en San Francisco, lugar en el que solicitó un trabajo como auxiliar de vuelo en British Overseas Airways Corporation (BOAC) uniéndose a la empresa en mayo de 1966.
Después de completar su formación, a Harrison se le asignó un trabajo a bordo de la flota de Boeing 707 de BOAC. Se mudó a Emperor's Gate, Kensington, Londres, donde compartió piso con otras asistentes de vuelo de BOAC, y compró un automóvil Ford Anglia para ir al trabajo en el aeropuerto de Heathrow. También se unió a Universal Aunts, que proporcionó personal para realizar trabajos ocasionales; una de sus asignaciones era cuidar a Jason Connery, hijo del actor Sean Connery. Si bien disfrutaba de su trabajo, los vuelos de larga distancia con varias escalas eran agotadores y le había dicho a una amiga que estaba considerando dejar BOAC.
El 8 de abril de 1968, Harrison fue inscrita a petición suya para trabajar en el vuelo BOAC 712 Whisky Echo de larga distancia a Sídney, Australia, a través de Zúrich, Tel Aviv, Teherán, Bombay, Singapur y Perth. Le dijo a un colega que la habían invitado a una boda en Sídney, pero es posible que quisiera ver a un piloto de Qantas que había conocido unos meses antes.

## Muerte en su puesto
El 8 de abril de 1968, Harrison, de 22 años, era auxiliar de vuelo a bordo del vuelo 712 de BOAC cuando salió del aeropuerto de Heathrow a las 16:27 BST, con destino indirecto a Sídney. La cita en su Cruz Jorge recita lo que sucedió casi inmediatamente después del despegue:

No. 2 engine of B.O.A.C. Boeing 707 G-ARWE caught fire and subsequently fell from the aircraft, leaving a fierce fire burning at No. 2 engine position. About two and a half minutes later the aircraft made an emergency landing at the airport and the fire on the port wing intensified. Miss Harrison was one of the stewardesses in this aircraft and the duties assigned to her in an emergency were to help the steward at the aft station to open the appropriate rear door and inflate the escape chute and then to assist the passengers at the rear of the aircraft to leave in an orderly manner. When the aircraft landed, Miss Harrison and the steward concerned opened the rear galley door and inflated the chute, which unfortunately became twisted on the way down so that the steward had to climb down it to straighten it before it could be used. Once out of the aircraft he was unable to return; hence Miss Harrison was left alone to the task of shepherding passengers to the rear door and helping them out of the aircraft. She encouraged some passengers to jump from the machine and pushed out others.
El motor No. 2 de B.O.A.C. Boeing 707 G-ARWE se incendió y posteriormente cayó del avión, dejando un fuego feroz ardiendo en la posición del motor No. 2. Aproximadamente dos minutos y medio después, la aeronave realizó un aterrizaje de emergencia en el aeropuerto y el fuego en el ala del puerto se intensificó. La señorita Harrison era una de las auxiliares de vuelo de este avión y las tareas que se le asignaron en caso de emergencia eran ayudar al auxiliar en la estación de popa a abrir la puerta trasera correspondiente e inflar el conducto de escape y luego ayudar a los pasajeros en la parte trasera del aeronave para salir de manera ordenada. Cuando el avión aterrizó, la señorita Harrison y el auxiliar en cuestión abrieron la puerta trasera de la cocina e inflaron la escalera inflable, que desafortunadamente se retorció en el camino hacia abajo, por lo que el auxiliar tuvo que bajar para enderezarla antes de que pudiera usarse. Una vez fuera del avión, no pudo regresar; por lo tanto, la señorita Harrison se quedó sola con la tarea de guiar a los pasajeros hasta la puerta trasera y ayudarlos a salir del avión. Animó a algunos pasajeros a saltar de la máquina y empujó a otros.

Según testigos, después de que se quemó el conducto de escape, Harrison continuó forzando a los pasajeros a ponerse a salvo empujándolos hacia la puerta, incluso cuando «las llamas y el humo [estaban] lamiendo alrededor de su cara». Luego pareció estar preparándose para saltar, pero en lugar de eso se volvió hacia adentro; hubo otra explosión y no se le vio con vida nuevamente. Su cuerpo fue encontrado con otros cuatro cerca de la puerta trasera; todos habían muerto por asfixia.
Anthony Crosland, presidente de la Junta de Comercio y ministro responsable de la aviación civil, escribió más tarde sobre la «acción solitaria y valiente» y la «devoción al deber de Harrison, en las más altas tradiciones de su vocación».
En agosto de 1969, Harrison se convirtió en la única mujer en recibir la Cruz Jorge en tiempos de paz, y la receptora más joven. Ahora se encuentra en el Speedbird Center de British Airways, que está dedicado a la historia de la tripulación y la historia de British Airways.

## Memoriales

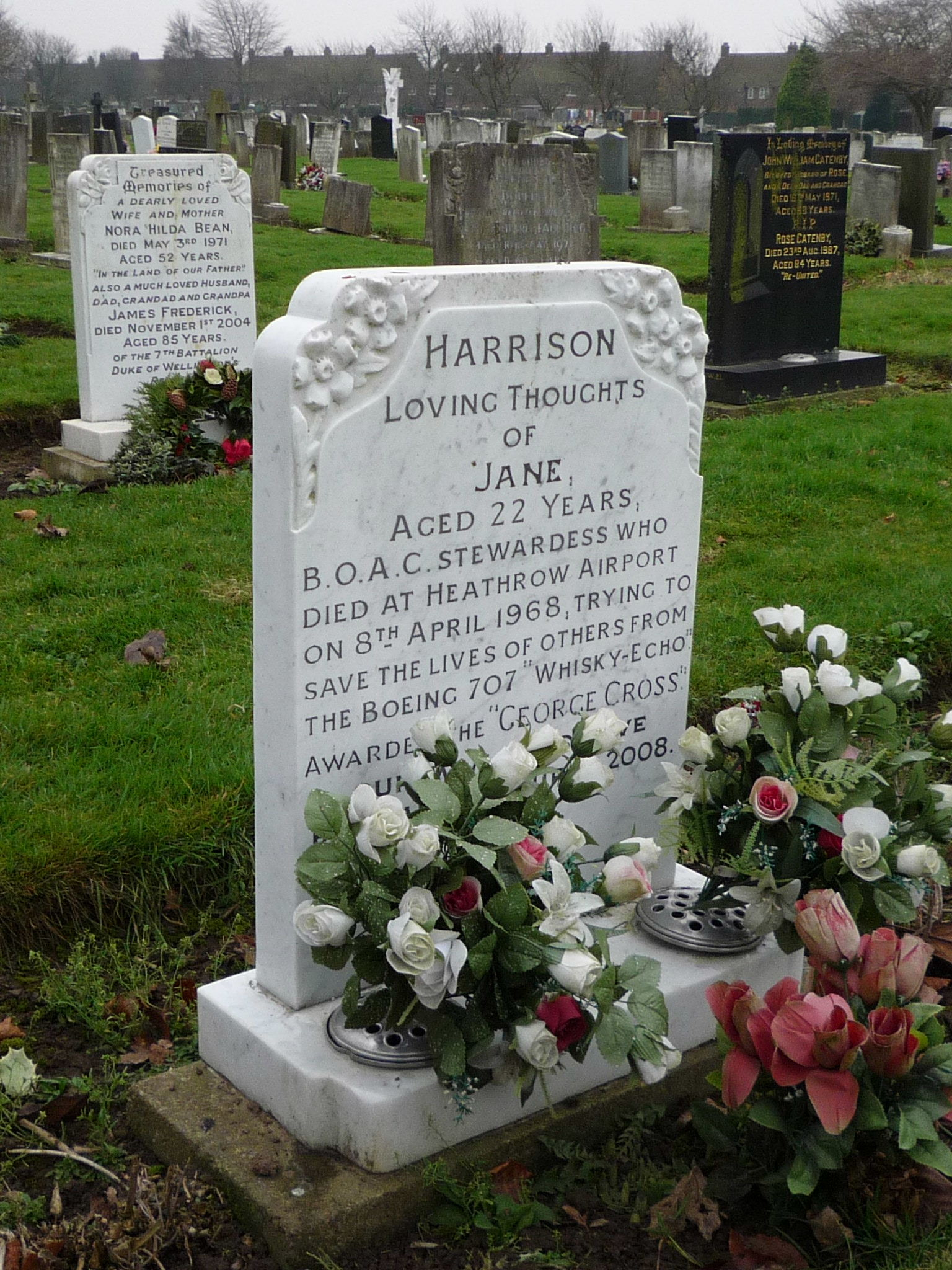
Tumba de Harrison, cementerio de Fulford, York.

El Barbara Jane Harrison, GC, Memorial Fund, creado en octubre de 1969, recaudó 1500 libras esterlinas para la compra de una computadora para el Hospital Nacional de Neurología y Neurocirugía de Londres, para uso de los laboratorios de distrofia muscular para la investigación de la enfermedad.
Una placa en memoria de Harrison fue descubierta el 23 de octubre de 1970. El Premio Barbara Harrison fue establecido en 1968 por el Instituto de Medicina de Aviación de la Real Fuerza Aérea. Se otorga al mejor estudiante en un curso de Diplomado en Medicina Aeronáutica cuyo primer idioma no es el inglés. El premio está ahora bajo el mandato del Departamento de Medicina Aeronáutica del King's College de Londres. Desde 2010, el Premio en Memoria de Barbara Harrison se otorga al estudiante del Curso de Diplomado en Medicina Aeronáutica «que ha demostrado compromiso con los demás y determinación para triunfar a lo largo del curso y en la obtención del Diploma».
También en 1970, se inauguró una placa conmemorativa en la Capilla Interdenominacional de San Jorge en el aeropuerto de Heathrow dedicada a Harrison. Una placa que recuerda a Harrison está en la pared del cementerio de la iglesia de San Lorenzo, Scalby, Scarborough. También se le ha dedicado una exhibición conmemorativa en el Ayuntamiento de Bradford.